# موزاواپتان
موزاواپتان (انگلیسی: Mozavaptan) یک آنتاگونیست گیرنده وازوپرسین است. این دارو در ژاپن، در اکتبر ۲۰۰۶ برای هیپوناترمی (سطح سدیم خون پایین) ناشی از سندرم هورمون ضد ادرار نامناسب (SIADH) به دلیل تومورهای تولید کننده ADH تایید شد.